# L'amuleto d'ambra
L'amuleto d'ambra (Dragonfly in Amber) è un romanzo scritto da Diana Gabaldon ed è stato pubblicato nel 1992. Esso costituisce la prima parte di Dragonfly in Amber, il secondo volume della serie di Outlander, adattato nel 2016 nella seconda stagione della serie televisiva omonima.

## Trama
Inverness, 1968. Claire Fraser arriva in Scozia da Boston insieme alla figlia ventunenne Brianna dopo la morte del suo primo marito Frank per affidare al giovane professore di storia di Oxford Roger MacKenzie Wakefield l'incarico di scoprire cosa successe nel 1745 alle famiglie degli uomini del clan Fraser che combatterono nella battaglia di Culloden. Durante le ricerche, Roger scopre che Claire, sparita misteriosamente nel 1945, era ricomparsa, incinta, nel 1948, e, facendo alcuni conti, capisce che Brianna non è figlia di Frank come la ragazza ha sempre creduto. La verità viene a galla quando i tre visitano la chiesa di St. Kilda e il suo cimitero, dove Claire s'imbatte inaspettatamente nella lapide di Jamie Fraser: sconvolta, Claire confessa a Brianna che Jamie è suo padre, e inizia a raccontare a lei e Roger il viaggio nel tempo che la portò dal 1945 al 1743 e gli eventi successivi.
Francia, febbraio 1744. Nel tentativo d'impedire la sommossa giacobita del 1746, iniziata da Charles Stuart per strappare il trono di Scozia a re Giorgio, Claire e Jamie si recano a Parigi per assistere Charles Stuart, appena arrivato da Roma alla corte di Luigi XV in cerca di sostegno economico dal re e dai banchieri francesi. Mentre Jamie prende a carico l'attività del cugino Jared, ricco mercante di vini, destreggiandosi tra il commercio e i rapporti con la nobiltà parigina, e venendo anche introdotto alla corte di Versailles, Claire, pur essendo incinta, si offre come volontaria all'Hôpital des Anges, un ospedale per indigenti gestito da una comunità di suore e diretto da Madre Hildegarde. Inoltre, per scoprire le intenzioni di re Giacomo e mettere in atto il sabotaggio, Jamie assolda Fergus, bambino francese e abile ladro, con il compito di rubare la corrispondenza tra il re a Roma e i suoi rappresentanti a Parigi.
Tra intrighi di palazzo e un tentativo di avvelenamento ai danni di Claire, i Fraser si ritrovano coinvolti nell'amore clandestino tra la giovane nobildonna Mary Hawkins e Alex Randall, sacerdote fratello di Jonathan: è proprio a casa dello zio di Mary che, a maggio, Claire e Jamie s'imbattono in Jonathan Randall, ancora vivo, scoprendo così che non era suo il cadavere che gli uomini del clan MacKenzie trovarono nei sotterranei della prigione di Wentworth. Quando Jamie sorprende Randall in un bordello mentre tenta di usare violenza al piccolo Fergus, lo sfida a duello, dimenticando la promessa fatta a Claire di non uccidere l'uomo e, con lui, Frank. La donna, venutolo a sapere, si precipita al Bois de Boulogne, luogo della sfida, per impedire a Jamie di uccidere Randall e salvare così la discendenza di Frank, ma l'ansia e la paura le provocano un aborto. Ricoverata all'Hôpital des Anges e poi ospite nella casa di campagna dell'amica Louise a Fontainebleau, Claire passa i due mesi successivi nell'apatia, finché scopre che Jamie è stato imprigionato alla Bastiglia per aver partecipato a un duello illegale, durante il quale ha evirato Randall, senza ucciderlo. Claire ottiene un'udienza con il re di Francia, a cui è costretta a concedere il suo corpo in cambio della libertà di Jamie: quest'ultimo può così raggiungere la Spagna e sabotare un affare di Charles Stuart che avrebbe portato al pretendente il denaro necessario al suo piano di conquista. Un mese dopo, Claire viene raggiunta a Fontainebleau da Jamie e, dopo essere riusciti a venire a patti con l'aborto e le conseguenze del duello per la vita di Frank, si preparano a tornare in Scozia, considerando la loro missione ormai conclusa.

## Edizioni
- L'amuleto d'ambra, Corbaccio, 2004,  p. 500, ISBN 978-88-7972-608-5.
- L'amuleto d'ambra, TEA, 2006, ISBN 978-88-502-1041-1.